# Châtelais
Châtelais és un municipi francès situat al departament de Maine i Loira i a la regió de País del Loira. L'any 2007 tenia 630 habitants.

## Demografia

### Població
El 2007 la població de fet de Châtelais era de 630 persones. Hi havia 242 famílies de les quals 60 eren unipersonals (40 homes vivint sols i 20 dones vivint soles), 67 parelles sense fills, 95 parelles amb fills i 20 famílies monoparentals amb fills.
La població ha evolucionat segons el següent gràfic:
Habitants censats

### Habitatges
El 2007 hi havia 290 habitatges, 244 eren l'habitatge principal de la família, 16 eren segones residències i 30 estaven desocupats. 284 eren cases i 3 eren apartaments. Dels 244 habitatges principals, 175 estaven ocupats pels seus propietaris, 64 estaven llogats i ocupats pels llogaters i 5 estaven cedits a títol gratuït; 1 tenia una cambra, 8 en tenien dues, 28 en tenien tres, 61 en tenien quatre i 146 en tenien cinc o més. 164 habitatges disposaven pel capbaix d'una plaça de pàrquing. A 111 habitatges hi havia un automòbil i a 118 n'hi havia dos o més.

### Piràmide de població
La piràmide de població per edats i sexe el 2009 era:
| Homes | Edats   | Dones |
| ----- | ------- | ----- |
| 0     | 95 o +  | 0     |
| 2     | 90 a 94 | 0     |
| 6     | 85 a 89 | 6     |
| 4     | 80 a 84 | 6     |
| 5     | 75 a 79 | 9     |
| 14    | 70 a 74 | 7     |
| 21    | 65 a 69 | 20    |
| 14    | 60 a 64 | 21    |
| 13    | 55 a 59 | 18    |
| 15    | 50 a 54 | 15    |
| 17    | 45 a 49 | 13    |
| 15    | 40 a 44 | 18    |
| 26    | 35 a 39 | 18    |
| 24    | 30 a 34 | 22    |
| 13    | 25 a 29 | 15    |
| 19    | 20 a 24 | 11    |
| 23    | 15 a 19 | 22    |
| 29    | 10 a 14 | 26    |
| 18    | 5 a 9   | 14    |
| 20    | 0 a 4   | 17    |

## Economia
El 2007 la població en edat de treballar era de 381 persones, 292 eren actives i 89 eren inactives. De les 292 persones actives 272 estaven ocupades (157 homes i 115 dones) i 20 estaven aturades (7 homes i 13 dones). De les 89 persones inactives 35 estaven jubilades, 25 estaven estudiant i 29 estaven classificades com a «altres inactius».

### Ingressos
El 2009 a Châtelais hi havia 236 unitats fiscals que integraven 648 persones, la mediana anual d'ingressos fiscals per persona era de 15.566 €.

### Activitats econòmiques
Dels 26 establiments que hi havia el 2007, 1 era d'una empresa alimentària, 1 d'una empresa de fabricació de material elèctric, 2 d'empreses de construcció, 6 d'empreses de comerç i reparació d'automòbils, 1 d'una empresa d'hostatgeria i restauració, 2 d'empreses immobiliàries, 3 d'empreses de serveis, 7 d'entitats de l'administració pública i 3 d'empreses classificades com a «altres activitats de serveis».
Dels 6 establiments de servei als particulars que hi havia el 2009, 1 era un taller de reparació d'automòbils i de material agrícola, 2 lampisteries, 1 perruqueria, 1 restaurant i 1 agència immobiliària.
Dels 3 establiments comercials que hi havia el 2009, 1 era una botiga de més de 120 m², 1 una fleca i 1 una botiga de roba.
L'any 2000 a Châtelais hi havia 35 explotacions agrícoles que ocupaven un total de 1.792 hectàrees.

## Equipaments sanitaris i escolars
L'únic equipament sanitari que hi havia el 2009 era una farmàcia.
El 2009 hi havia 2 escoles elementals.

## Poblacions més properes
El següent diagrama mostra les poblacions més properes.